# 香港大學法律學院

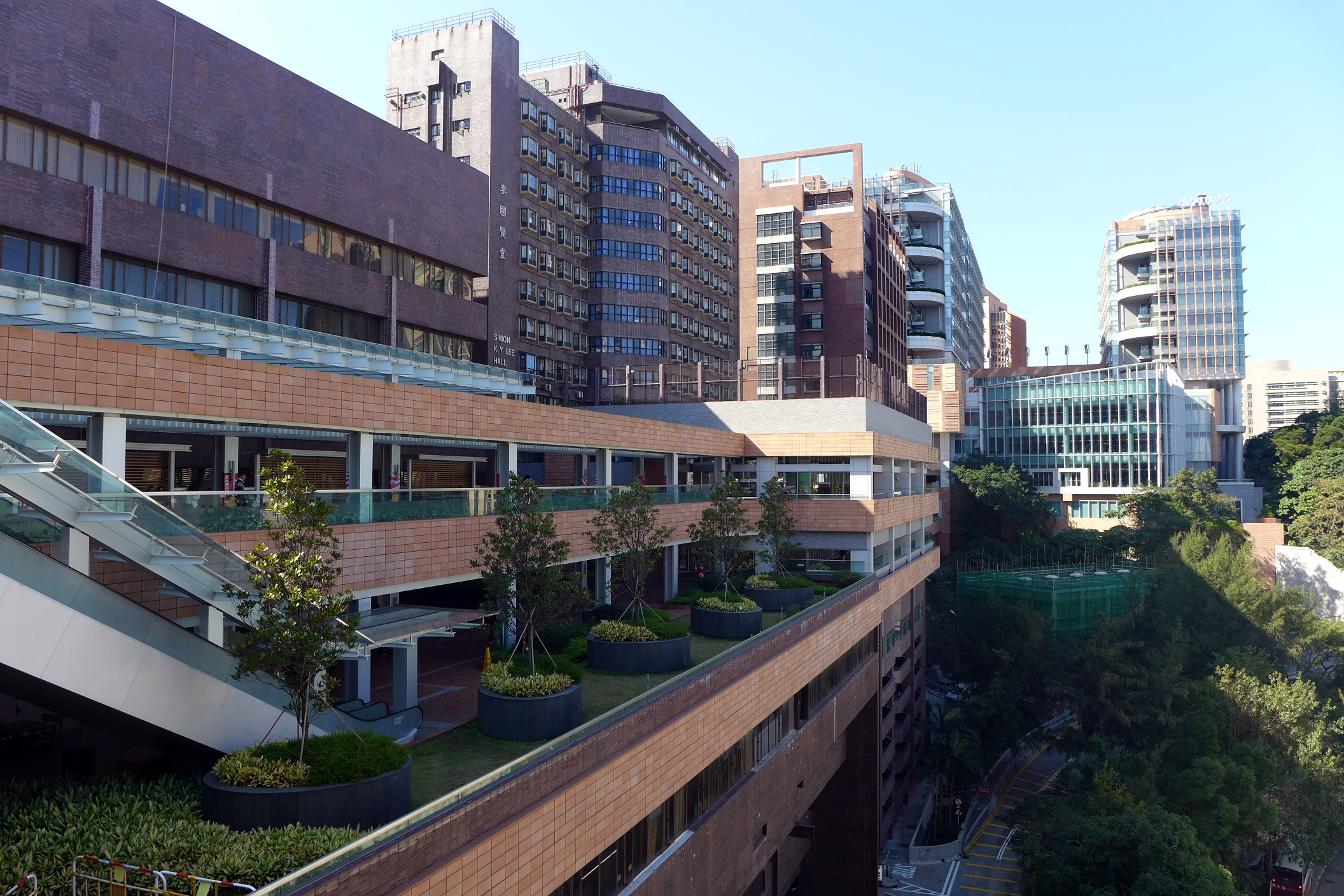
香港大學法律學院位處的百週年紀念校園

香港大學法律學院（英語：Faculty of Law, The University of Hong Kong）成立於1969年，前身為社會科學及法律學院的法律系，於1984年成為香港大學本部轄下學院。港大法律學院是香港第一所法學院，現任院長為傅華伶。

## 概況
香港大學於1924年於其文學院開設了法律及政治學科。當年本地學員除非遠赴外地，否則無法取得執業資格。早年有港大畢業生赴外國進修繼而取得執業資格。
1964年，香港大學校外課程部開設倫敦大學法律學學士學位備試班，由香港和英國兩地的執業律師，大律師和法律學學者任教，此為本地首個正式法律課程。而因吸引很多人申請報讀，港大考慮成立自己的法律教育課程。惟於1964年至1969年間，僅有15位學員經此計畫獲得倫敦大學法律學學士學位。
1969年，香港大學法律學系成立，當時屬於社會科學學院管轄，到1978年脫離社會科學學院獨立，1984年升格為法律學院。首屆法學本科畢業生於1972年畢業，他們於1973年完成P.C.LL.後，即成為首批由香港本土培育的律師。
現今，港大法律學院有教職員約70人、學生約1200人，作為香港歷史最悠久的法學院，校友中不乏法官、律師及學者，亦有活躍於政壇、商界及傳媒者，當中亦不乏成就斐然的知名人士。港大法律學院在多個學術領域中聞名於世界法學界，當中尤以人權法、中華人民共和國法律、商業金融法、貪污研究等領域尤其顯著。不少世界聞名的法律學者如孔傑榮（Jerome A. Cohen）教授、馬俊立（Philip St.J. Smart）教授、韋利文（Raymond Wacks）教授及陳弘毅教授等均曾任教或現正任教於港大法律學院。何耀明為學院前任院長，於2018年離任。何的接任人為現任院長傅華伶。

## 校友

### 法律界

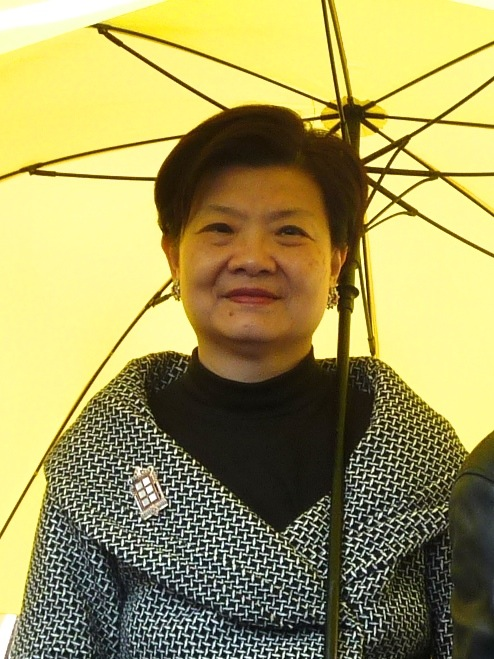
余若薇
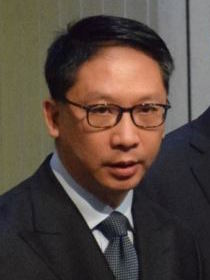
袁國強
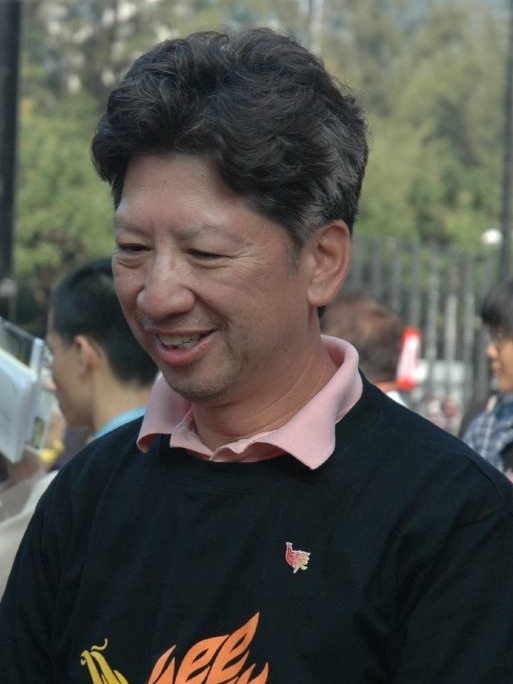
湯家驊
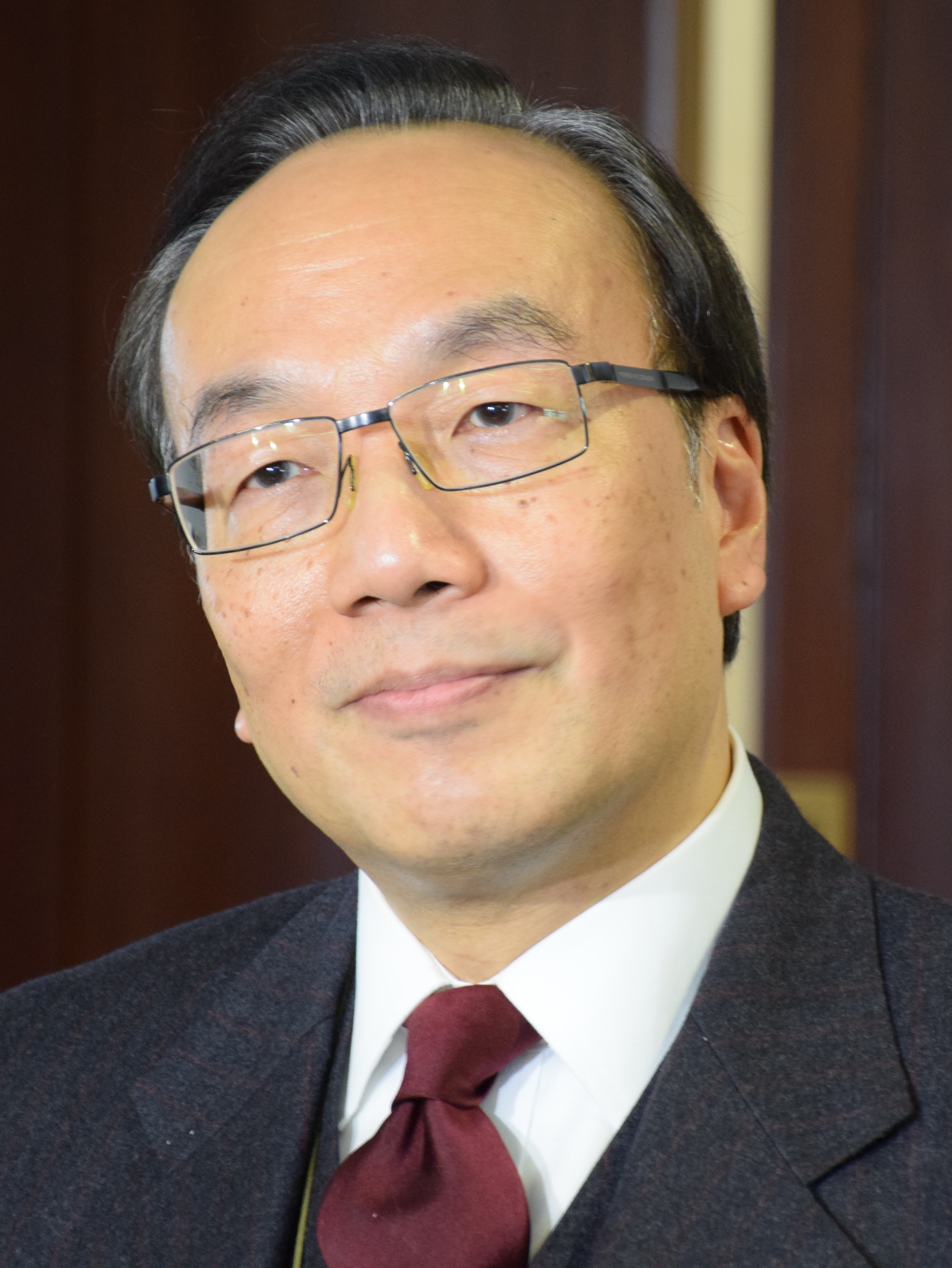
梁家傑
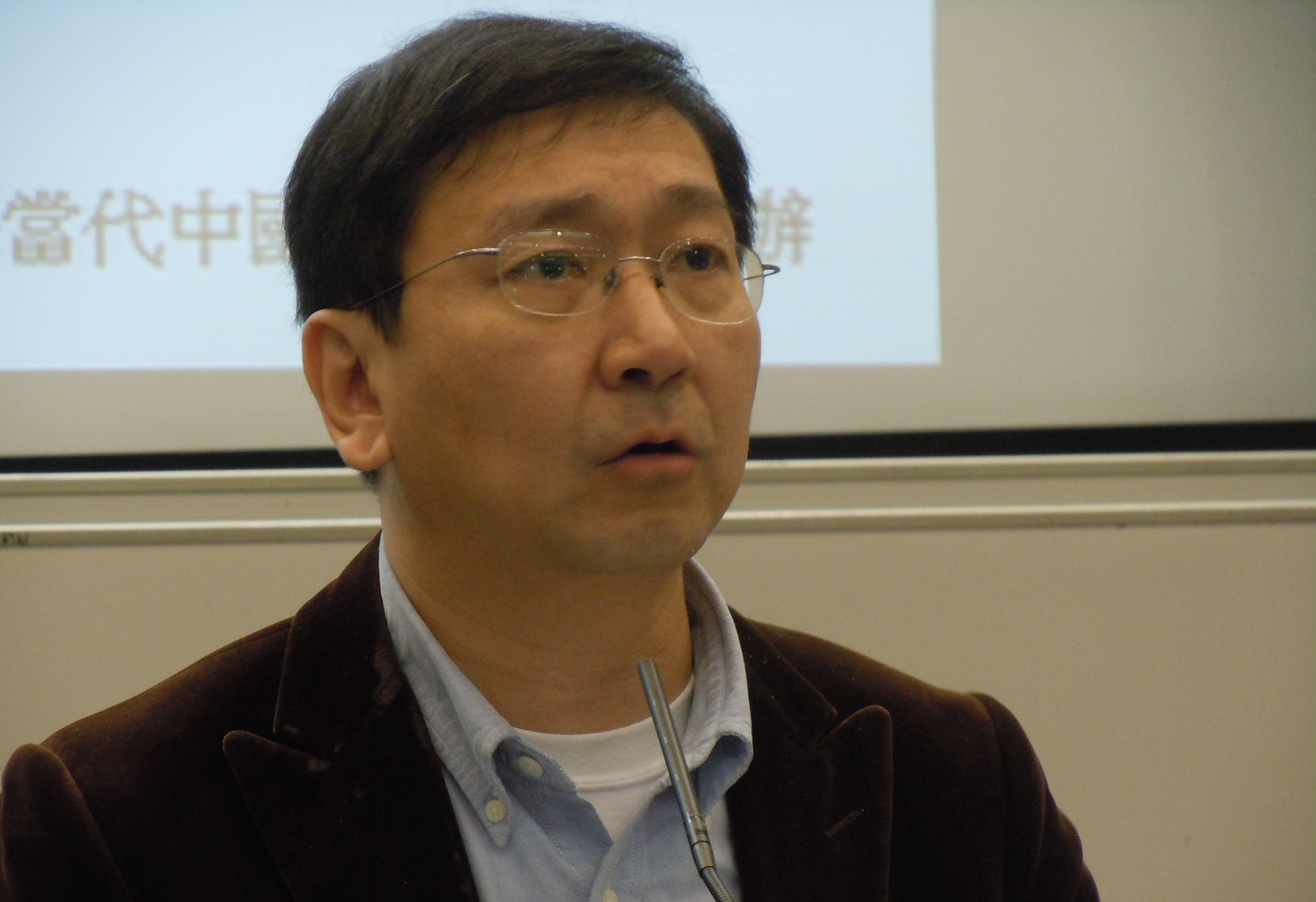
陳文敏

- 張舉能：法學士畢業，終審法院常任法官、前高等法院首席法官、上訴庭庭長
- 李福善，大紫荊勳賢：首任華人、前上訴庭副庭長、基本法起草委員會委員
- 余叔韶：首位華人檢察官，香港大律師
- 余若薇，SC，JP：法學士畢業，資深大律師、香港大律師公會前主席、2000－2012年三屆立法會議員
- 余若海，SBS，SC：法學士畢業，資深大律師
- 陳景生，SC，JP：法學士畢業，資深大律師，香港大律師公會前主席
- 梁愛詩，大紫荊勳賢，JP：法學士畢業，基本法委員會副主任、第1任律政司司長、基本法專家
- 吳靄儀：前立法會議員（法律界）、大律師，哲學系畢業
- 楊振權：法學士畢業，香港高等法院上訴法庭副庭長
- 駱應淦，BBS，SC，JP：法學士畢業，資深大律師、大律師公會執委、選舉管理委員會成員、前高等法院特委法官
- 袁家寧：法學士畢業，現為香港高等法院上訴法庭法官
- 區慶祥：法學士及有法學專業證書課程畢業，公民黨創黨成員，現為香港高等法院上訴法庭法官
- 林文瀚：法學士及有法學專業證書課程畢業，香港終審法院常任法官
- 馬耀添：法學士及有法學專業證書課程畢業，香港大律師

### 政界
- 黃仁龍：法學士及有法學專業證書課程畢業，前律政司司長、資深大律師
- 袁國強：法學士及有法學專業證書課程畢業，前律政司司長、資深大律師
- 林定國：法學士及有法學專業證書課程畢業，律政司司長
- 湯家驊：法學士及有法學專業證書課程畢業，資深大律師，現行政會議非官守議員
- 梁家傑：法學士及有法學專業證書課程畢業，資深大律師，前香港立法會議員
- 何俊仁：法學士及有法學專業證書課程畢業，前香港立法會議員
- 涂謹申：法學士及有法學專業證書課程畢業，前香港立法會議員
- 胡紅玉：法學士及有法學專業證書課程畢業，前行政會議成員、平等機會委員會主席和競爭事務委員會主席
- 陳淑莊：法學士畢業，香港執業大律師、2008－2012年和2016-2020年兩屆立法會議員
- 蔡淑嫻：法學士及有法學專業證書課程畢業，創新科技及工業局常任秘書長
- 鄧忍光：法學士及有法學專業證書課程畢業，前政制及內地事務局常任秘書長、香港海關關長
- 李美嫦：法學士畢業，教育局常任秘書長
- 戴婉瑩：法學士畢業，前任申訴專員
- 陳璟茵：政治學與法學雙學士畢業，香港社運人士、左翼21成員
- 梁麗幗：法學士畢業，香港社運人士、前學聯常委，現為香港大律師
- 吳思諾：法學士畢業，民主黨成員

### 學術界
- 陳文敏, SC(Hon)：法學士及有法學專業證書課程畢業，名譽資深大律師、前香港大學法律學院院長
- 陳弘毅：法學士及有法學專業證書課程畢業，香港法學學者、前香港大學法律學院陳氏基金憲法學教授，亦為全國人大常委會香港特別行政區基本法委員會委員
- 戴耀廷：法學士及有法學專業證書課程畢業，香港法學學者、前香港大學法律學院副院長
- 王慧麟：法學士畢業，現香港大學現代語言及文化學院助理教授
- 梁繼平：政治學與法學雙學士畢業，本土派學者

### 傳媒界
- 劉進圖：法學士及法學專業證書課程畢業，傳媒工作者、《明報》總編輯
- 蕭愷一：法學士畢業，專欄作家
- 黃雙如：法學士畢業，專欄作家
- 麥嘉緯：法學士畢業，香港電台主持
- 麥景榕：法學士及法學專業證書課程畢業，鳳凰衛視香港台主播、記者

### 娛樂界
- 周博賢：法學士畢業，音樂創作人
- 周嘉玲：法學士畢業，演員
- 雷深如：法學士畢業，歌手
- 朱滙林：法學士畢業，演員
- 楊張新悅：法學士畢業，演員及歌手
- 何艷娟：法學士畢業，演員
- 李賞：政治學與法學肄業，演員
- 吳倩怡：政治學與法學雙學士畢業，獨立唱作女歌手、Lolly Talk成員

### 體育界
- 王威信：法學士畢業，現元朗足球會會長

### 其他
- 李詠珊：人權法碩士畢業，前記者、區議員，現於人權機構工作

## 課程
香港大學法律學院開設了以下課程：
| 學位                                           | 英文名稱                                                 | 縮寫                                  | 學制                   | 簡述                                             |
| ---------------------------------------------- | -------------------------------------------------------- | ------------------------------------- | ---------------------- | ------------------------------------------------ |
| 法學士                                         | Bachelor of Laws                                         | LL.B.                                 | 四年全日制             | 法學本科課程。                                   |
| 文學士、法學士雙學位課程                       | Bachelor of Arts and Bachelor of Laws                    | B.A. & LL.B.                          | 五年全日制             | 文、法學本科課程。                               |
| 社會科學學士（政治學與法學）、法學士雙學位課程 | Bachelor of Social Sciences and Bachelor of Laws         | B.SocSc.(Government and Laws) & LL.B. | 五年全日制             | 社科、法學本科課程。                             |
| 工商管理學士（法學）、法學士雙學位課程         | Bachelor of Business Administration and Bachelor of Laws | B.BA.(Law) & LL.B.                    | 五年全日制             | 工管、法學本科課程。                             |
| 理學士、法學士雙學位課程                       | Bachelor of Science and Bachelor of Laws                 | B.Sc. & LL.B.                         | 五年全日制             | 理、法學本科課程。                               |
| 法律碩士                                       | Juris Doctor                                             | J.D.                                  | 兩年全日制             | 供非法學本科畢業的大學畢業生修讀的法律專業學位。 |
| 法學專業證書                                   | Postgraduate Certificate in Laws                         | P.C.LL.                               | 一年全日制、兩年兼讀制 | 香港法律執業資格的一項傳統的必須學歷。           |
| 法學碩士                                       | Master of Laws                                           | LL.M.                                 | 一年全日制、兩年兼讀制 | 修課式法學研究生課程。                           |
| 法學哲學碩士                                   | Master of Philosophy in Laws                             | M.Phil.                               | 兩年全日制、三年兼讀制 | 法學研究生課程。                                 |
| 法學哲學博士                                   | Doctor of Philosophy in Laws                             | Ph.D.                                 | 四年全日制、七年兼讀制 | 法學研究生課程。                                 |
| 法律學博士                                     | Doctor of Legal Science                                  | S.J.D.                                | 四年全日制、六年兼讀制 | 法學研究生課程。                                 |

## 外部連結
- 官方网站